# (10343) Church
(10343) Church (1991 VW8) – planetoida z grupy pasa głównego asteroid okrążająca Słońce w ciągu 5,55 lat w średniej odległości 3,13 j.a. Odkryta 4 listopada 1991 roku.